# Ewa Starzyńska-Kościuszko
Ewa Starzyńska-Kościuszko – polski filozof, badaczka filozofii Bronisława F. Trentowskiego.
Jest badaczką polskiej filozofii romantycznej (mistycznej filozofii narodowej, mesjanizmu). Studia magisterskie na Uniwersytecie Mikołaja Kopernika ukończyła broniąc pracy: „Edward Abramowski o sztuce i roli artysty”. W Instytucie Filozofii UMK obroniła także doktorat („Idea „Humanitat” w filozofii Herdera”) i uzyskała habilitację. Zajmowała się również estetyką filozofii romantycznej i postromantycznej (filozofii sztuki modernizmu i postmodernizmu polskiego).
W latach 2007–2014 była dyrektorem Instytutu Filozofii Wydziału Humanistycznego Uniwersytetu Warmińsko-Mazurskiego. Jest profesorem tej Uczelni. W latach 2006–2013 była redaktorem naczelnym czasopisma Humanistyka i Przyrodoznawstwo. Członek Polskiego Towarzystwa Filozoficznego w Olsztynie. Współpracuje również z Muzeum Herdera mieszczącym się w Pałacu w Morągu. Od 2017 roku jest także członkiem rady naukowej Elektronicznej Encyklopedii Pedagogiki Filozoficznej (projektu naukowego Towarzystwa Pedagogiki Filozoficznej w Łodzi).
Jej ojciec pochodzi ze Starzyńskich h. Dęboróg z Grodzieńszczyzny.

## Ważniejsze publikacje[9]
- "Bronisław Ferdynand Trentowski (1809-1869). Filozofia uniwersalna i myśli o „wyjarzmieniu” ojczyzny", Olsztyn 2018
- "Koncepcja człowieka rzeczywistego. Z antropologii filozoficznej B. F. Trentowskiego", Olsztyn 2004